# San Jose Chinantequilla
San Jose Chinantequilla – miejscowość w Meksyku, w stanie Oaxaca. W 2010 roku liczyła 507 mieszkańców.